# 리카도 윌리엄스 (권투 선수)
리카도 윌리엄스 주니어(영어: Ricardo Williams Jr., 1981년 6월 25일~)는 미국의 권투 선수이다. 2000년 하계 올림픽 라이트웰터급에서 은메달을 획득했으며 2001년부터 2014년까지 프로 권투 선수로 활동했다.